# Messerschmitt Me 264
De Messerschmitt Me 264 is een bommenwerper ontworpen door de Duitse vliegtuigontwerper Messerschmitt.

## Ontwikkeling
De Me 264 werd ontworpen als bommenwerper en het uitvoeren van verkenningstaken over lange afstand. Het prototype vloog voor het eerst in 1942. Het was uitgerust met vier Junkers Jumo 211 motoren. Als alternatief konden BMW 801 of Junkers Jumo 213 motoren worden ingebouwd. Er werd ook een voorziening aangebracht om onder iedere vleugel een BMW 003 straalmotor aan te brengen. Er was een driewielig neuslandingsgestel aangebracht. Elke wielpoot werd bij de start voorzien van een extra wiel dat na de start werd afgeworpen. Het toestel werd ontwikkeld met het vooruitzicht om New York te gaan bombarderen met een bommenlading van 1.800 kg. Het grote vliegbereik werd bereikt door het weglaten van bewapening en alle onnodige apparatuur.